# Myrianida rubropunctata
Myrianida rubropunctata är en ringmaskart som först beskrevs av Grube 1860.  Myrianida rubropunctata ingår i släktet Myrianida och familjen Syllidae. Arten har ej påträffats i Sverige. Inga underarter finns listade i Catalogue of Life.